# Euxoa sessile
Euxoa sessile är en fjärilsart som beskrevs av Smith 1900. Euxoa sessile ingår i släktet Euxoa och familjen nattflyn. Inga underarter finns listade i Catalogue of Life.